# Abondance des éléments chimiques

Courbe d'abondance relative des éléments chimiques dans l'Univers. On observe la forme globale en dents de scie, l'abondance prépondérante de H et He, l'abondance extrêmement faible de Li, Be et B par rapport à celle des éléments voisins C, N et O, le pic du fer, et l'abondance élevée de Pb.

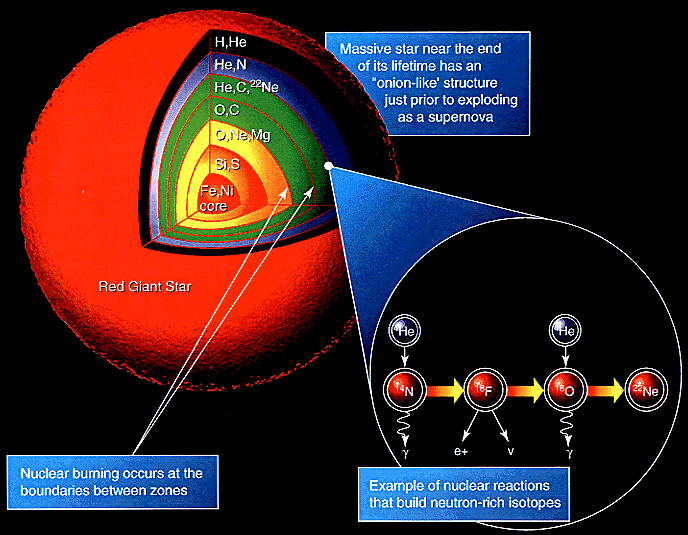
Au cœur d'une étoile massive s'élaborent des atomes de plus en plus lourds. Cette étoile développe une structure en « pelures d'oignon », dans laquelle chaque couche est composée des produits de la réaction nucléaire précédente. Durant leur évolution, les étoiles rejettent de leur matière dans le milieu interstellaire (gaz constitué à 88 % d'hydrogène et d'hélium, et poussières interstellaires principalement constituées de grains de graphite, de silicates, d'oxydes métalliques et de glace à base de carbone, oxygène, silicium et hydrogène) : les explosions des novae et supernovae, les émissions progressives des vents stellaires, les émissions brutales des enveloppes circumstellaires des géantes rouges et des nébuleuses planétaires sont fondamentales pour comprendre l'abondance des éléments chimiques dans l'Univers.

L'abondance des éléments chimiques est la mesure de la proportion de ces éléments dans un environnement donné par rapport aux autres éléments. On peut mesurer leur abondance de plusieurs manières : par fraction de masse (ou de poids), par fraction molaire (comparaison du nombre de molécules) ou atomique (comparaison du nombre d'atomes) ou par fraction de volume. La mesure par fraction de volume est souvent utilisée lorsqu'il s'agit d'évaluer un mélange de gaz, comme une atmosphère planétaire. Ce type de mesure est proche de la fraction molaire en molécule pour des gaz parfaits (c'est-à-dire pour des gaz sous pression et température faibles).
Par exemple, l'abondance massique de l'oxygène dans l'eau est d'environ 89 %, car c'est la fraction de la masse d'eau qui est composée d'oxygène. Mais l'abondance molaire de l'oxygène n'est plus que de 33 %, car un atome sur trois seulement d'une molécule d'eau est de l'oxygène. Dans l'Univers tout entier, et dans l'atmosphère des planètes géantes, comme Jupiter, les abondances massiques de l'hydrogène et de l'hélium sont respectivement de 74 % et de 23-25 %, alors que l'abondance molaire atomique de ces deux éléments est de 92 % et 8 %. Mais, comme l’hydrogène est sous forme diatomique (dihydrogène) alors que l'hélium ne l'est pas, leurs abondances molaires moléculaires sont (dans les conditions de l'atmosphère externe de Jupiter) de 86 % et 13 %.
Toute la diversité chimique du monde provient de trois sources. La nucléosynthèse primordiale, il y a 13,8 Ga, explique l'abondance des éléments légers (deutérium, hélium, et 10 % de lithium). La nucléosynthèse stellaire, 100 Ma plus tard, implique plusieurs types de générations d’étoiles, différentes par leur température et leur densité, et est responsable de la synthèse de l'ensemble des éléments lourds (du carbone à l'uranium, dont l'abondance décroissante est liée à la barrière coulombienne et l'énergie de liaison nucléaire). L'abondance naturelle des éléments chimiques de numéros atomiques supérieurs à 4 est plus élevée lorsque ces numéros atomiques sont pairs que lorsqu'ils sont impairs, phénomène connu sous le nom d'effet d'Oddo-Harkins et qui rend compte de la forme en dents de scie de la courbe d'abondance. Enfin la dernière source, les réactions de spallation, interviennent dans l'interaction des rayonnements cosmiques avec la matière et permettent la synthèse d'éléments légers (lithium, béryllium, bore) plus abondants dans ce rayonnement.
La plupart des abondances indiquées dans l'article sont exprimées fraction de masse.

## Dans l'Univers
« Si vous voulez faire une tarte aux pommes à partir de rien, il vous faudra d'abord créer l'Univers »

— Carl Sagan, Cosmos.
| Numéro atomique | Élément   | Fraction massique (pourcentage) | Fraction massique (parties par million) | Fraction massique (parties par million) |
| --------------- | --------- | ------------------------------- | --------------------------------------- | --------------------------------------- |
| 1               | Hydrogène | 73,9 %                          | 739 000                                 | 739000                                  |
| 2               | Hélium    | 24 %                            | 240 000                                 | 240000                                  |
| 8               | Oxygène   | 1 %                             | 10 400                                  | 10400                                   |
| 6               | Carbone   | 0,5 %                           | 4 600                                   | 4600                                    |
| 10              | Néon      | 0,1 %                           | 1 340                                   | 1340                                    |
| 26              | Fer       | 0,1 %                           | 1 090                                   | 1090                                    |
| 7               | Azote     | 0,1 %                           | 960                                     | 960                                     |
| 14              | Silicium  | 0,07 %                          | 650                                     | 650                                     |
| 12              | Magnésium | 0,06 %                          | 580                                     | 580                                     |
| 16              | Soufre    | 0,04 %                          | 440                                     | 440                                     |

Abondance en masse des éléments chimiques dans le système solaire (74 % d'hydrogène, 24 % d'hélium et 2 % des autres éléments). La différence peut sembler faible par rapport aux abondances pour le Big Bang et l'Univers actuel, mais elle est essentielle : c'est dans le 2 % du « reste » que se trouvent les éléments chimiques qui ont permis de fabriquer les planètes, en particulier celles telluriques dont la Terre avec la vie à sa surface.

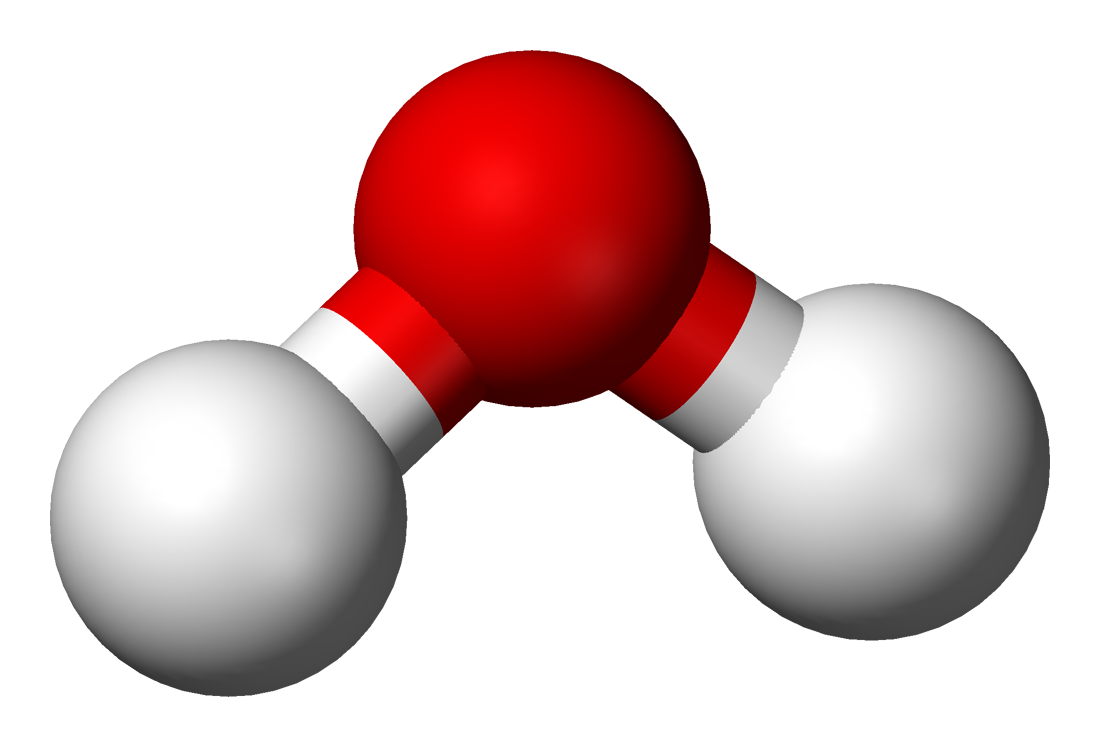
L'eau est la troisième molécule (formée d'un atome d'oxygène et de deux atomes d'hydrogène) la plus abondante de tout l'Univers, après l'hydrogène moléculaire et le monoxyde de carbone CO.

Les éléments, c'est-à-dire la matière baryonique normale, constituée de protons, de neutrons et d'électrons, forment seulement une petite fraction du contenu de l'Univers. Les observations cosmologiques permettent de déduire que cette matière baryonique ne formerait que 4,6 % du contenu de l'Univers, le reste se partageant en énergie et en matière noire.
La matière baryonique standard se trouve dans les étoiles et les nuages interstellaires, sous forme d'atomes ou d'ions, ainsi que d'autres formes de matière plus exotiques dans certains lieux astrophysiques, comme les très hautes densités dans les naines blanches et les étoiles à neutrons.
L'abondance des éléments dans l'univers est établie par l'analyse directe (spectrométrie de masse appliquée aux matériaux terrestres, aux météorites et aux échantillons de roche de la lune) et par l'analyse indirecte (étude spectrophotométrique du rayonnement émis par les étoiles, notamment par le Soleil). « De la composition du Soleil on est passé à la notion d’abondance cosmique en comparant les spectres de la lumière reçue des étoiles et des galaxies. Quoique l’information obtenue soit d’autant moins précise que la distance à l’objet analysé est plus grande, on constate que la composition chimique des étoiles est identique à celle du Soleil. On peut donc considérer que, dans  l’état actuel des  connaissances, la composition du Soleil représente la composition de l’Univers. D’où le vocable d’abondance cosmique. »
L'hydrogène est l'élément le plus abondant dans l'Univers, suivi par l'hélium. Après le carbone, l'abondance des espèces chimiques varie en fonction inverse de leurs numéros atomiques : l'oxygène vient en troisième position, avec un numéro atomique de 8. Tous les autres sont significativement moins abondants. L'abondance des éléments légers est bien prédite théoriquement par les modèles cosmologiques standards, puisque selon ceux-ci ce sont les seuls éléments existants à l'origine : ils sont produits après le Big Bang (en quelques centaines de secondes), au cours de  la nucléosynthèse primordiale. Les éléments les plus lourds sont le produit de la nucléosynthèse stellaire qui se déroule surtout dans les stades avancés de l'évolution des étoiles massives (au-delà du fer, le bilan énergétique n'est plus favorable et la nucléosynthèse stellaire cesse, entraînant la mort de l'étoile et son explosion en supernova, la nucléosynthèse explosive produisant les éléments plus lourds que le fer). Enfin, les éléments légers lithium, béryllium et bore, de numéros atomiques 3,4 et 5, sont principalement issus de la nucléosynthèse interstellaire.
L'hélium 3 est un élément rare sur Terre, et recherché pour son utilisation dans la recherche sur la fusion thermonucléaire. On suppose qu'il existe sur la Lune des grandes quantités de cet isotope de l'hélium. L'hélium est produit également (en plus de ce qui a été produit lors du Big Bang), au cœur des étoiles lors de la fusion de l'hydrogène, soit par la chaine proton-proton, soit par le cycle CNO.
L'hydrogène et l'hélium sont supposés compter respectivement pour environ 74 et 24 % de toute la matière baryonique de l'Univers. Malgré leurs très faibles quantités, dans l'Univers, les autres éléments peuvent influencer grandement les phénomènes astrophysiques.
La Voie lactée n'est formée en masse que de 2 % d'éléments autres que l'hydrogène et l'hélium.

## Dans la Terre
|                         |
| dans le globe terrestre |

|                          |
| dans la croûte terrestre |

|                        |
| dans la géosphère (de) |

### Dans la croûte terrestre

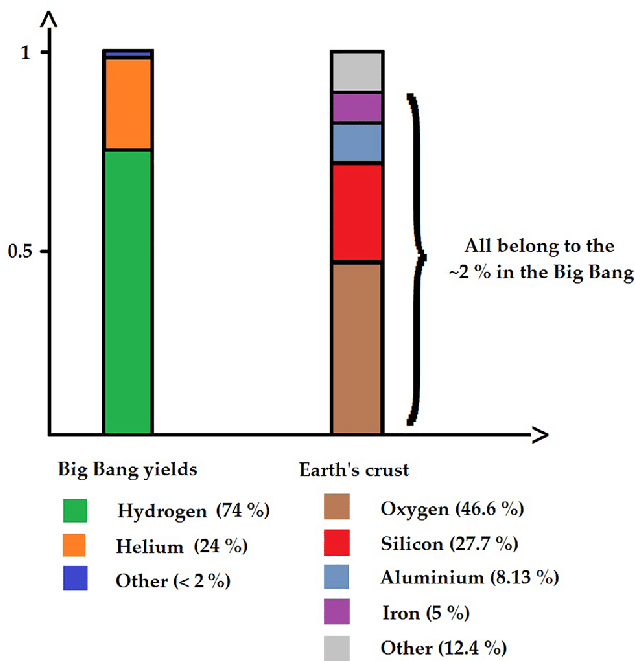
Abondance des éléments dans l'Univers (prédominance de H et He) et la croûte terrestre.

L'oxygène est l'élément le plus important de la lithosphère, sous forme d'oxydes (notamment d'oxydes de fer qui donnent la teinte aux sols bruns, rouille, ocres et rouges, et d'oxydes de silicium qui s'associent pour former des silicates, grâce à l'élément lithophile par excellence, le silicium). Les atmophiles, trop volatils pour être intégrés dans la masse terrestre, sont concentrés dans l'atmosphère et l'hydrosphère. La Terre et les autres planètes internes ont perdu en grande partie leurs gaz les plus légers tels que l'hydrogène et l'hélium, en raison de la faible gravité de ces corps célestes et de leur proximité du Soleil (échappement atmosphérique sous l'effet du vent solaire).

### Dans l'eau de mer

Abondance des éléments dans les océans.

Le tableau suivant donne l'abondance des principaux éléments dans l'eau de mer, en surface.
| Z    | Élément      | Symbole | Abondance en surface (mg/l) |
| ---- | ------------ | ------- | --------------------------- |
| +01, | Hydrogène    | H       | +108 000,                   |
| +02, | Hélium       | He      | +0                          |
| +03, | Lithium      | Li      | +0,18                       |
| +04, | Béryllium    | Be      | +0                          |
| +05, | Bore         | B       | +4,44                       |
| +06, | Carbone      | C       | +28,                        |
| +07, | Azote        | N       | +0,5                        |
| +08, | Oxygène      | O       | +857 000,                   |
| +09, | Fluor        | F       | +1,3                        |
| +10, | Néon         | Ne      | +0,00012                    |
| +11, | Sodium       | Na      | +10 800,                    |
| +12, | Magnésium    | Mg      | +1 290,                     |
| +13, | Aluminium    | Al      | +0,002                      |
| +14, | Silicium     | Si      | +2,2                        |
| +15, | Phosphore    | P       | +0,06                       |
| +16, | Soufre       | S       | +905,                       |
| +17, | Chlore       | Cl      | +19 400,                    |
| +18, | Argon        | Ar      | +0,45                       |
| +19, | Potassium    | K       | +399,                       |
| +20, | Calcium      | Ca      | +412,                       |
| +21, | Scandium     | Sc      | +0                          |
| +22, | Titane       | Ti      | +0,003                      |
| +23, | Vanadium     | V       | +0,0025                     |
| +24, | Chrome       | Cr      | +0,0003                     |
| +25, | Manganèse    | Mn      | +0,0002                     |
| +26, | Fer          | Fe      | +0,002                      |
| +27, | Cobalt       | Co      | +0                          |
| +28, | Nickel       | Ni      | +0,00056                    |
| +29, | Cuivre       | Cu      | +0,00025                    |
| +30, | Zinc         | Zn      | +0,0049                     |
| +31, | Gallium      | Ga      | +0                          |
| +32, | Germanium    | Ge      | +0                          |
| +33, | Arsenic      | As      | +0,0037                     |
| +34, | Sélénium     | Se      | +0,0002                     |
| +35, | Brome        | Br      | +67,3                       |
| +36, | Krypton      | Kr      | +0,00021                    |
| +37, | Rubidium     | Rb      | +0,12                       |
| +38, | Strontium    | Sr      | +7,9                        |
| +39, | Yttrium      | Y       | +0                          |
| +40, | Zirconium    | Zr      | +0                          |
| +41, | Niobium      | Nb      | +0                          |
| +42, | Molybdène    | Mo      | +0,01                       |
| +44, | Ruthénium    | Ru      | +0                          |
| +47, | Argent       | Ag      | +0                          |
| +48, | Cadmium      | Cd      | +0,00011                    |
| +49, | Indium       | In      | +0,02                       |
| +50, | Étain        | Sn      | +0                          |
| +51, | Antimoine    | Sb      | +0,00024                    |
| +53, | Iode         | I       | +0,06                       |
| +54, | Xénon        | Xe      | +0                          |
| +55, | Césium       | Cs      | +0,0003                     |
| +56, | Baryum       | Ba      | +0,013                      |
| +57, | Lanthane     | La      | +0                          |
| +58, | Cérium       | Ce      | +0                          |
| +59, | Praséodyme   | Pr      | +0                          |
| +60, | Néodyme      | Nd      | +0                          |
| +62, | Samarium     | Sm      | +0                          |
| +63, | Europium     | Eu      | +0                          |
| +64, | Gadolinium   | Gd      | +0                          |
| +65, | Terbium      | Tb      | +0                          |
| +66, | Dysprosium   | Dy      | +0                          |
| +67, | Holmium      | Ho      | +0                          |
| +68, | Erbium       | Er      | +0                          |
| +69, | Thulium      | Tm      | +0                          |
| +70, | Ytterbium    | Yb      | +0                          |
| +71, | Lutécium     | Lu      | +0                          |
| +72, | Hafnium      | Hf      | +0                          |
| +73, | Tantale      | Ta      | +0                          |
| +74, | Tungstène    | W       | +0,0001                     |
| +75, | Rhénium      | Re      | +0                          |
| +79, | Or           | Au      | +0                          |
| +80, | Mercure      | Hg      | +0                          |
| +81, | Thallium     | Tl      | +0                          |
| +82, | Plomb        | Pb      | +0                          |
| +83, | Bismuth      | Bi      | +0                          |
| +84, | Polonium     | Po      | +0                          |
| +86, | Radon        | Rn      | +0                          |
| +88, | Radium       | Ra      | +0                          |
| +90, | Thorium      | Th      | +0                          |
| +91, | Protactinium | Pa      | +0                          |
| +92, | Uranium      | U       | +0,0032                     |

## Dans la biosphère

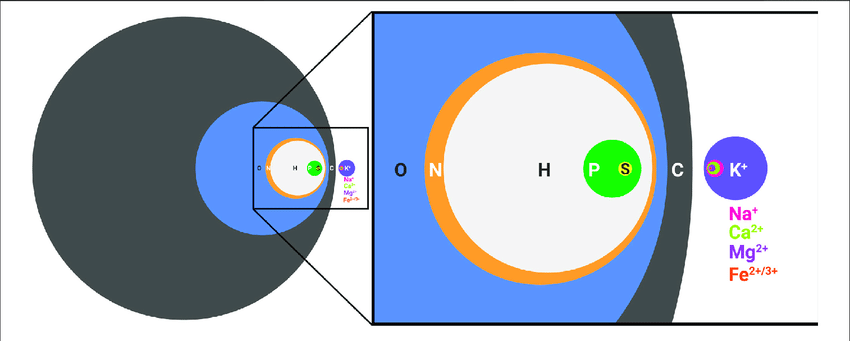
Les CHNOPS et les métaux les plus abondants des cellules biologiques (les diamètres sont proportionnels au pourcentage de poids sec).

La vie a choisi parmi les 27 éléments qui y interviennent, principalement les CHNOPS ou CHON (le carbone C, l'hydrogène H, l'azote N, l'oxygène O, le phosphore P et le soufre S), sigle utilisé par la communauté astrobiologique pour désigner des éléments fondamentaux qui composent tout organisme vivant, les quatre premiers représentant 99 % de la masse du corps humain. Les CHNOPS font partie de la famille des non-métaux, correspondant aux plus petits éléments du tableau périodique, qui atteignent une configuration électronique stable et qui ont tendance à former les liaisons les plus fortes. L'abondance de l'oxygène et de l'hydrogène est liée à la forte proportion d'eau qui constitue les êtres vivants. Le carbone et le silicium font partie du même groupe, mais leurs propriétés respectives expliquent la chimie de la vie basée sur le carbone (en) et non sur le silicium.
Les majorité des éléments chimiques qui composent le corps humain (à l'exception de l'hydrogène issu de la nucléosynthèse primordiale) sont créés au cœur des étoiles au cours de la nucléosynthèse stellaire, engendrée par les réactions nucléaires. Ces étoiles, par leur explosion, ont ensemencé la nébuleuse solaire de « poussières d'étoiles ».
|                                                        |
| Abondance des éléments chimiques dans le corps humain. |

| |
| Cette abondance dans chaque niveau d'organisation du corps humain détermine la biologie basée sur le carbone. |